# Dîner
Pour les articles homonymes, voir diner.

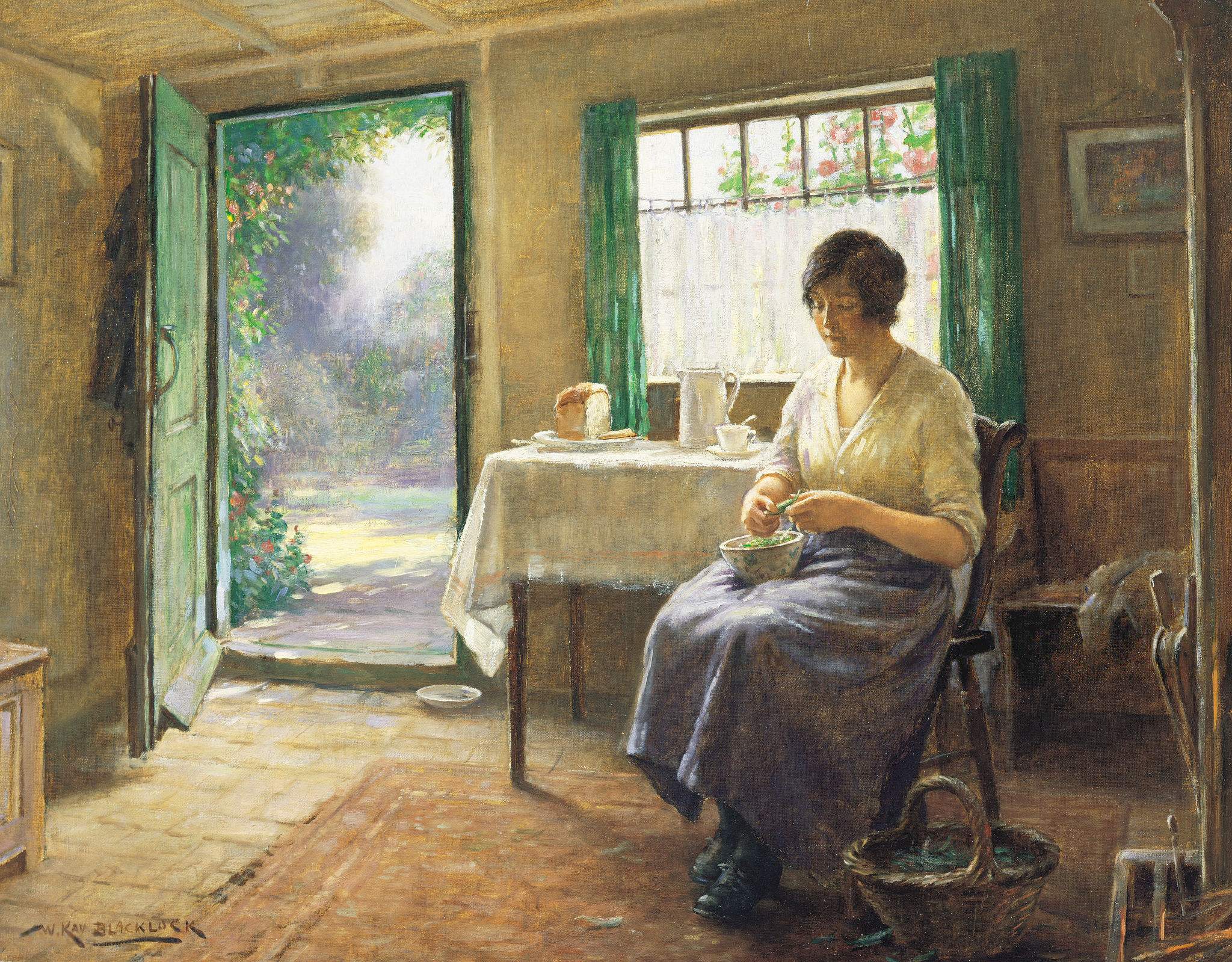
La Préparation du dîner, William Kay Blacklock.

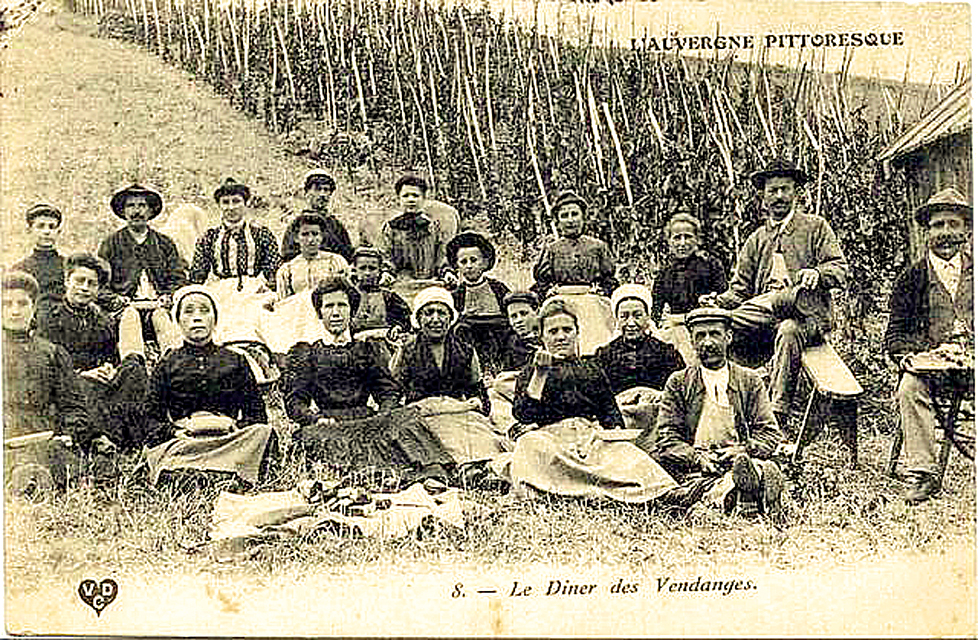
Dîner des vendangeurs dans l'Auvergne (1907)

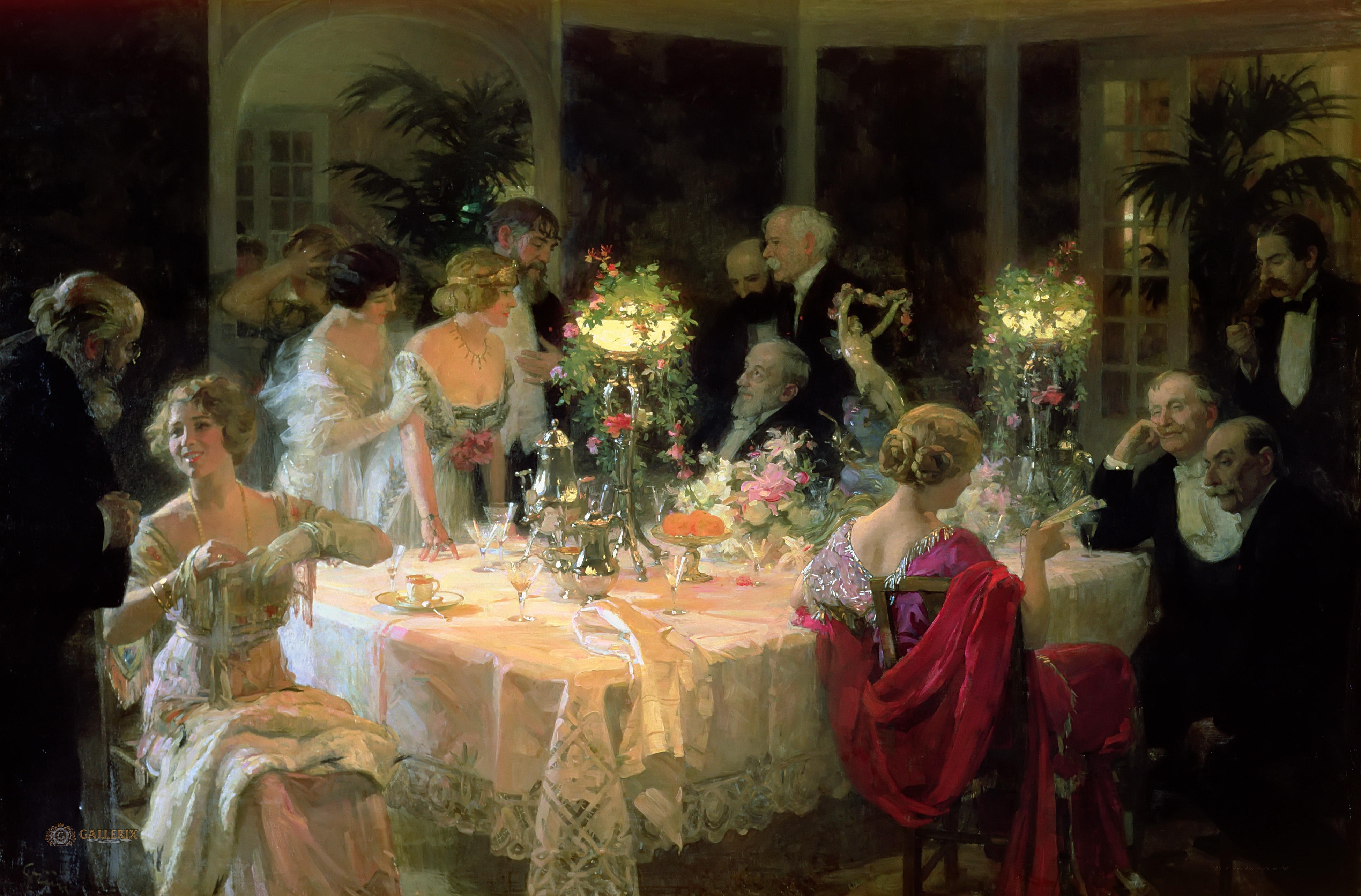
La Fin du dîner, huile de Jules Grün (1913)

Le dîner, ou diner, est l'un des repas principaux de la journée.

## Étymologie
« Dîner » et  « déjeuner » ont la même origine étymologique, puisqu'ils sont tous deux dérivés du latin populaire disjunare signifiant « rompre le jeûne », et constituent donc un doublet lexical.

## Usage
En fonction du pays et de l'époque, il correspond à des repas différents. Ainsi, en France, il désigne désormais le repas du soir. Autrefois, il désignait celui de midi, celui du soir étant nommé souper.
Ce glissement de l'usage du terme n'a toutefois pas eu lieu dans toutes les régions de la France, en particulier dans la culture occitane où le mot désigne le repas de midi.
De même, dans d'autres pays francophones : Suisse, Belgique, Canada, Vallée d'Aoste, et dans la Vallée d'Ossau, le « dîner » désigne encore le repas de midi.

## Orthographe
L'orthographe ‹ diner › (sans accent circonflexe) est une graphie recommandée par les rectifications orthographiques du français de 1990.